# Estación Hua Lamphong
La histórica estación Hua Lamphong (en tailandés: หัวลำโพง) fue la principal terminal ferroviaria de Bangkok, que resultaba clave por la importancia política y económica de la ciudad, así como por su ubicación central en Tailandia. Conectaba la ciudad con buena parte del país, hacia el norte, noreste, sur y este.
Se encuentra cerca de algunos de los puntos más activos de la ciudad, como el barrio chino, el río Chao Phraya y las áreas de Silom and Sukhumvit, y permite combinaciones con el metro de Bangkok y quince líneas de autobús urbano.
Sin embargo, desde la construcción de la nueva Terminal Central Bang Sue, conocida como Krung Thep Aphiwat, se proyectó el cierre de Hua Lamphong para finales del 2021, pero ha seguido en funcionamiento.
La fecha de su cierre definitivo se ha ido posponiendo y sigue en funcionamiento, pero sin salidas de trenes de larga distancia.

## Historia
Fue inaugurada en 1916, luego de cuatro años de construcción, diseñada en estilo neclásico por los arquitectos italianos Mario Tamagno y Annibale Rigotti, en consonancia con muchos edificios gubernamentales y monumentos públicos de la época.
Tiene una disposición interna simple, con una entrada principal que lleva a las 26 taquillas de la boletería y la sala de espera, conectado con grandes portones con las galerías de pasajeros, que dirigen a las catorce plataformas.

## Servicios y clases
Hay varios tipos de servicios (común, Rápido, Expreso, Expreso Especial y suburbano), cada uno con diferentes tipos de vagón (camarote, literas, primera clase, segunda clase con aire acondicionado, segunda clase con ventilador y tercera clase).
Hay cuatro líneas principales (Norte, Noreste, Sur y Este, un tren suburbano y las líneas que cubren los tramos Wongwian Yai่-Mahachai	 y BanLaem-Mae-Klong.
- Expreso Especial: larga distancia a Chiang Mai, Yala, Surat Thani, Sawankhalok y Malasia, con asientos de primera clase y segunda clase sleepers (con litera), con aire acondicionado o con ventilador;
- Expreso: larga distancia a Chiang Mai, Ubonratchathani, Nongkhai, Trang y Udonthani, con primera y segunda clase sleepers (con y sin aire acondicionado), y asientos de segunda y tercera clase (con y sin aire acondicionado);
- Rápido: larga distancia rumbo a los destinos regionales Chiang Mai, Pitsanulok, Nongkhai, Ubonratchathani, Yala, Nakhon Si Thammarat y Sugnai Kolok, con más paradas que el Expreso, con segunda clase sleepers y asientos de segunda y tercera clase;
- Común: larga distancia con paradas en todas estaciones a Nakhonsawan, Suphanburi, Hua Hin, Ratchaburi, Nakhonpathom, Bang Sue y Nakhon Ratchasima, con asientos de segunda y tercera clase sin aire acondicionado.
- Suburbano Bangkok: media distancia al aeropuerto Don Muang, Lopburi, Ratchaburi, Kaeng Khoi, Ratchaburi, Suphanburi y Prachinburi, con asientos de tercera clase;
- Suburbano rural: media distancia a las provincial Pitsanulok, Chiang Mai, Ayutthaya, Surat Thani, Sungai Kolok, Chumphon, Hat Yai, Nakhon Ratchasima, Ubonratchathani, Udonthani, Kaeng Khoi y Khon Kaen, con asientos de tercera clase.[8][1][7]

## Conectividad
La estación Hua Lamphong ofrece conexión con la estación de metro (MRT) del mismo nombre, la que permite acceder al Metro Aéreo de Bangkok (Skytrain BTS) y al Airport Rail Link que llega hasta el aeropuerto Suvarnabhumi. También se puede conectar con los ómnibus urbanos 4, 7, 21, 29, 34, 40, 46, 73ก, 73, 109, 113, 159, 501, 529 y 542.

## Galería

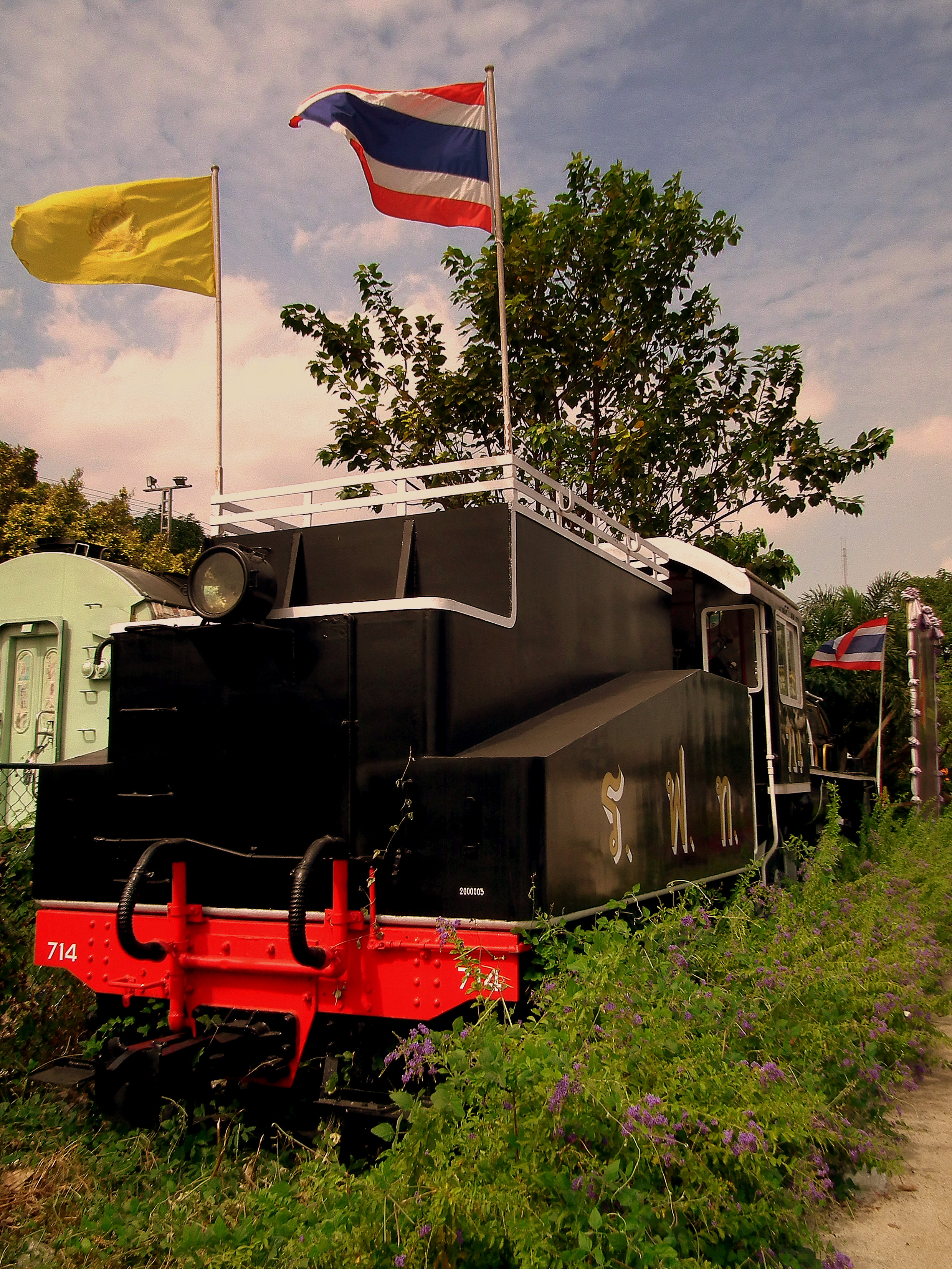
Locomotora de vapor número 714.
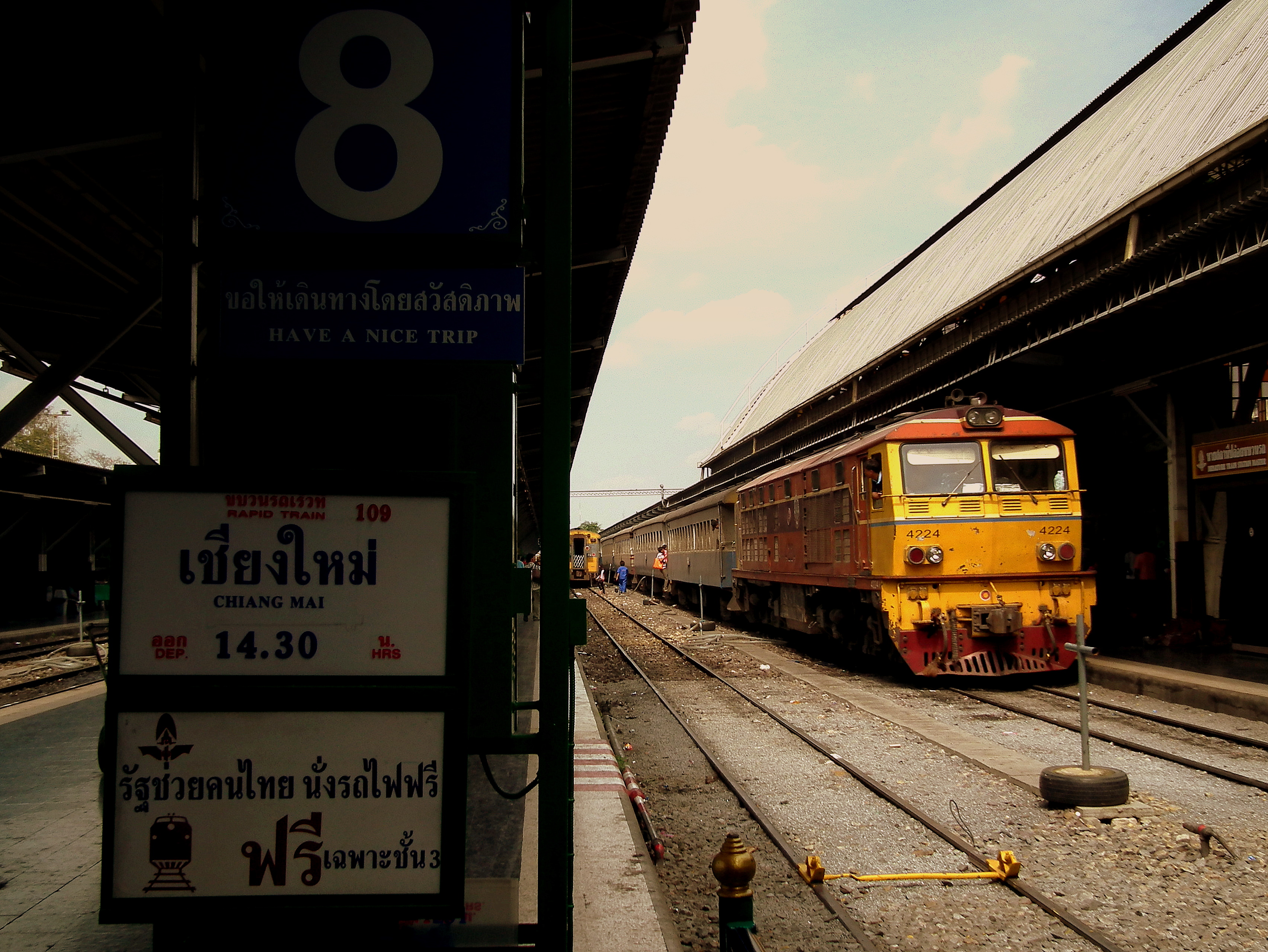
Plataforma número 8.
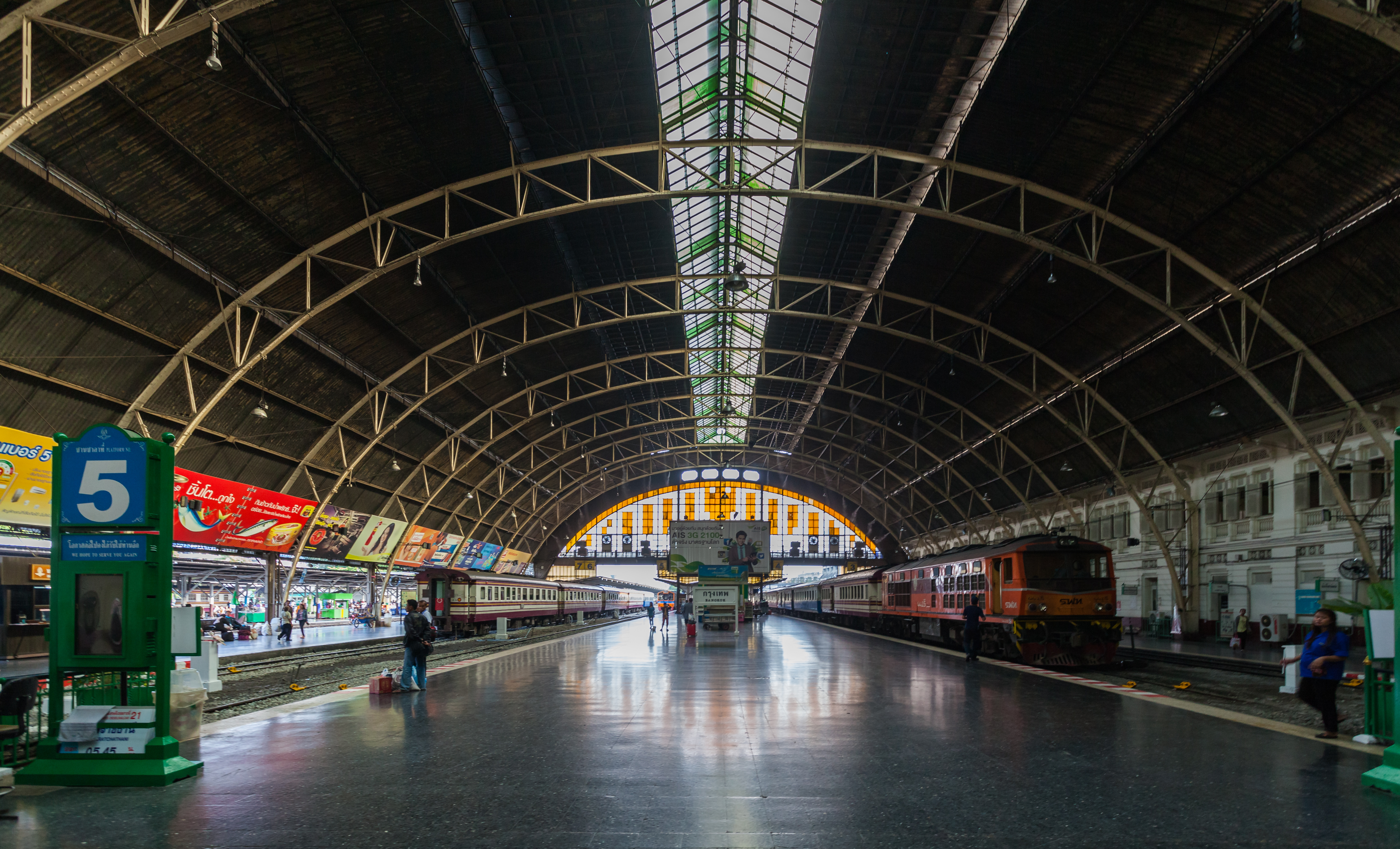
Entre plataformas número 4 y 5.
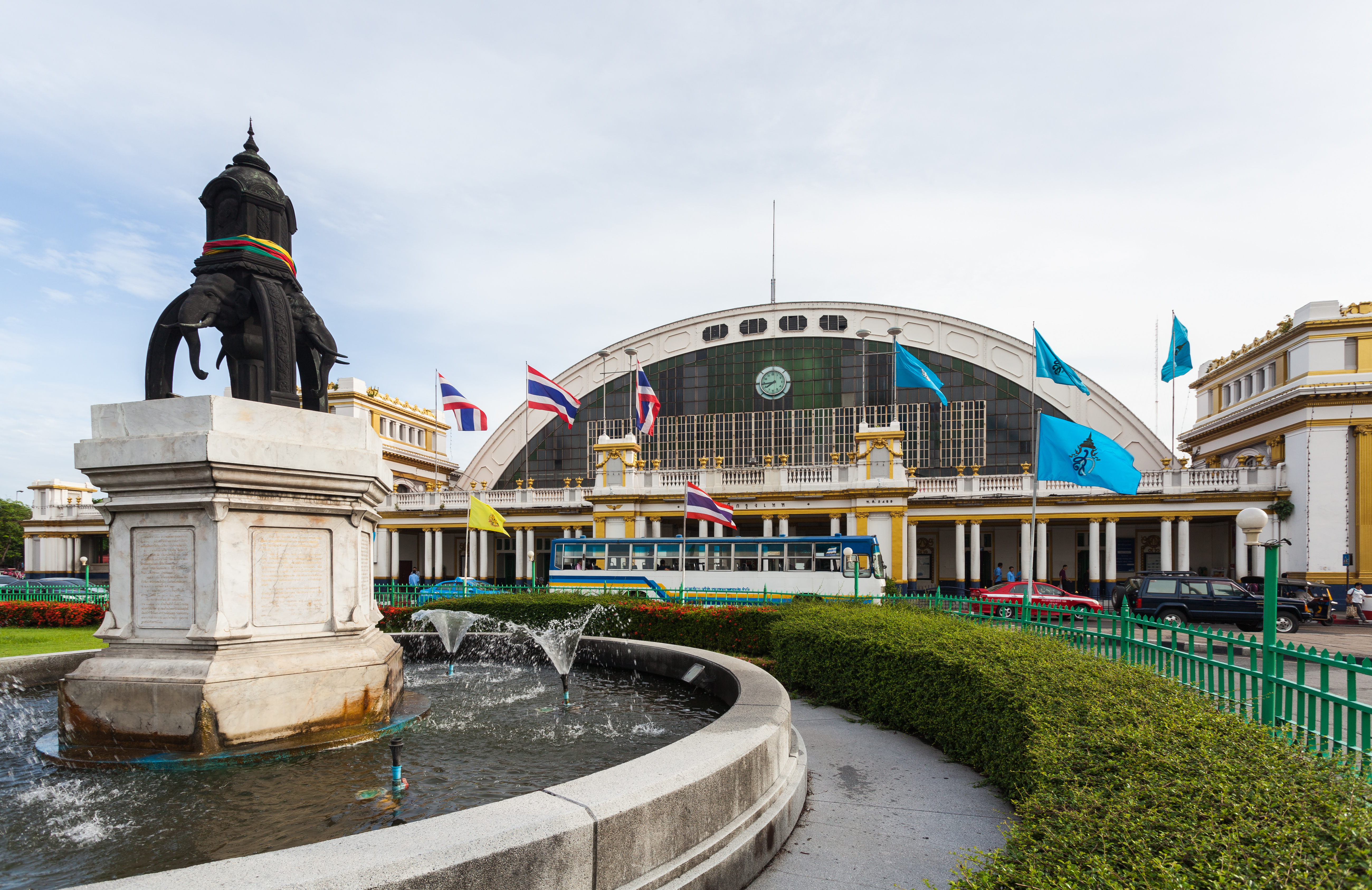
Vista exterior del hall de entrada.
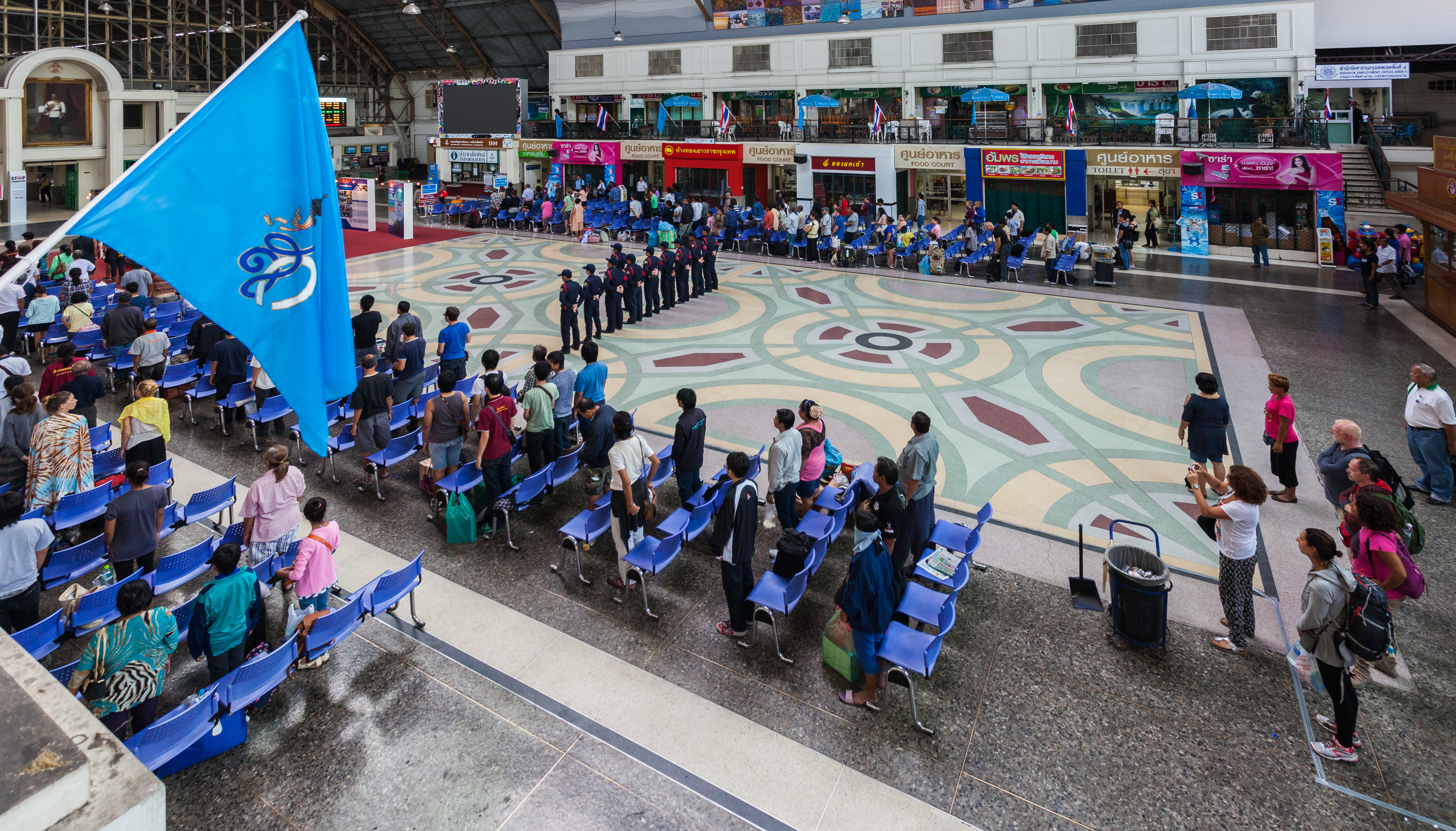
Evento en el hall de entrada.
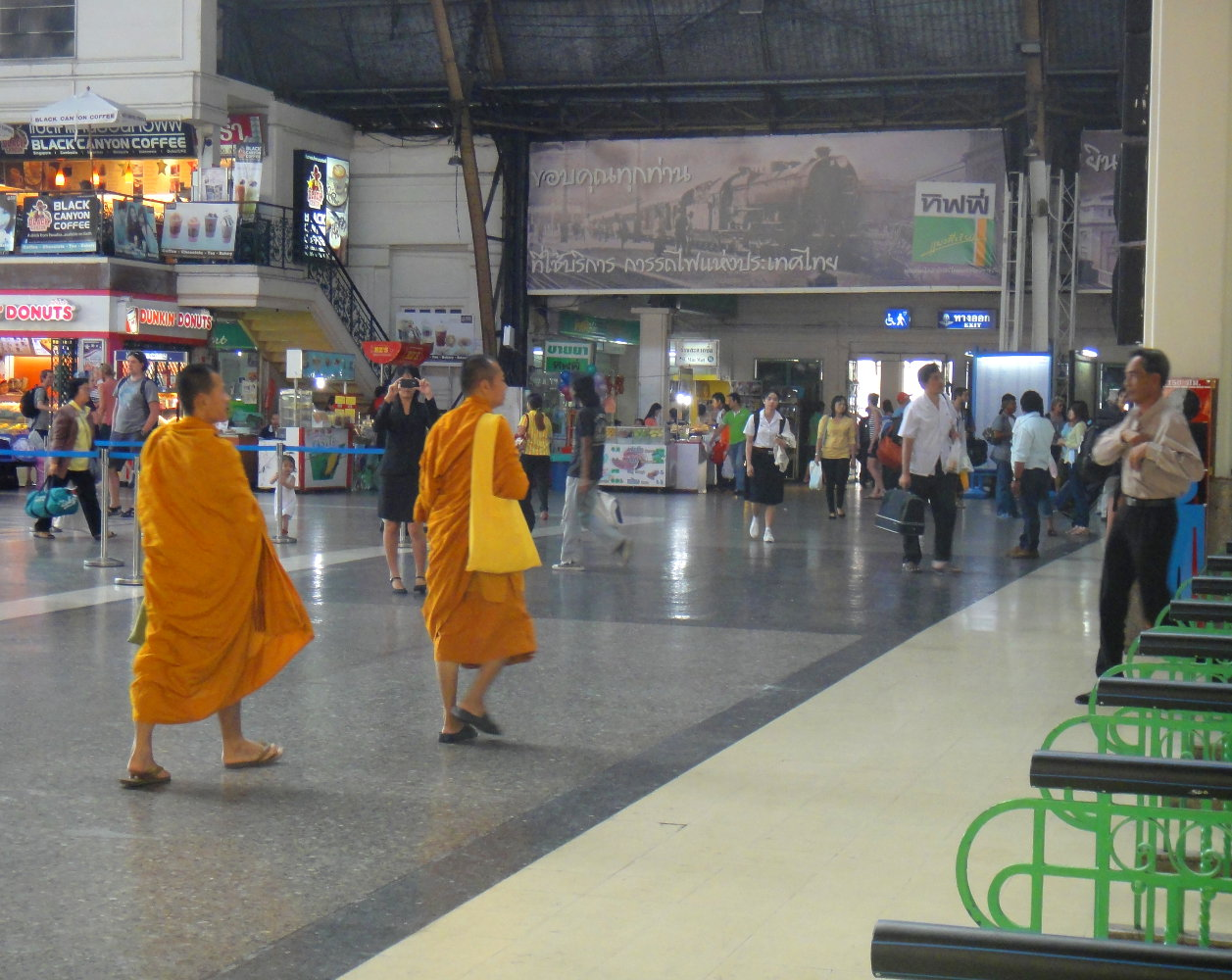
Sector de ventanillas.

## Aparición en medios
Este lugar aparece en el videoclip musical de la canción ¿Quién te dijo eso? del cantante Luis Fonsi.